# Paul Lannoy
Paul Lannoy (6 maart 1972), ook bekend als TLP of Troubleman, is een Belgische rapper, diskjockey en radiopresentator.

## Biografie
Lannoy begon zijn carrière in het hiphopmilieu, onder meer in het collectief Kick The Bass (met ook Ya Kid K). Als rapper bereikte hij in 1992 de finale van Humo's Rock Rally met de Brugse hiphopformatie Rhyme Cut Core. Hij rapte ook mee in de nummers IV, Situoatie 666, Zonder totetrekkerie en Westvlamme 2 van 't Hof van Commerce.
Als diskjockey trad hij aan op Kokopelli (2007 en 2009), Sfinks, Tomorrowland in Brazilië en het Dour Festival. Tevens toerde hij als voorprogramma van Erykah Badu.
Lannoy was een van de resident dj's van de Gentse discotheek Culture Club en (met Boetje Banten) in de club Decandance. La Rocca was een andere bekende discotheek waar hij optrad.
Lannoy presenteert het hiphopprogramma Bounce samen met Dors op Studio Brussel.
In 2022 bracht TLP Vingers in de prieze uit, zijn eerste eigen single als rapper in het West-Vlaams. Het nummer is een samenwerking met Flip Kowlier.

## Trivia
- Lannoy werd door Flip Kowlier bezongen in het nummer 'Min moaten', waarin hij de Gentse pornoking wordt genoemd.[5]